# 费利克斯·施泰纳
费利克斯·馬丁·尤利烏斯·施泰纳（德語：Felix Martin Julius Steiner，1896年5月23日—1966年5月12日）是一名納粹德國武裝親衛隊將領，最高軍階為親衛隊上级集團領袖及武裝親衛隊上將。史坦納是武裝親衛隊發展的核心人物之一，以有別於保羅·豪塞爾傳統陸軍的訓練方式，為納粹黨準軍事組織親衛隊轉化為真正的軍事部隊起到重要作用。
二戰爆發後，史坦納率領親衛隊「德國」團參與入侵波蘭、法國戰役等作戰，而1940年下旬則前往創建並指揮親衛隊第5「維京」師。1943年，晉升為親衛隊第3裝甲軍司令。1945年1月28日，任親衛隊第11裝甲軍團司令，為負責阻止蘇聯軍隊橫越維斯杜拉河的新建维斯瓦河集团军群之一部。4月21日柏林戰役期間，史坦納被任命為「施泰纳集群」的司令，而阿道夫·希特勒命令施泰纳從城北進攻，以鉗形攻勢包圍白俄羅斯第1方面軍。然而由於其部隊規模僅敵軍十分之一，施泰纳於4月22日元首地堡每日會議上明確地表示自己沒有反攻能力，此一聲明使希特勒在會議上含着淚大發雷霆。
史坦納在德國投降後被囚禁，並在紐倫堡審判中被指控，但法庭撤銷了其戰爭罪的所有起訴，並於1948年獲釋。其後史坦納繼續住在德國，創立了前武装党卫队老兵互助会，並寫了數本著作。1966年5月12日，史坦納逝世。

## 生平

### 早年至第一次世界大戰
史坦納於1896年5月23日出生在德意志帝國普魯士王國東普魯士省的斯塔盧波嫰，有部份奧地利血統，父親卡爾（Karl）是一名學校教師。史坦納於1914年3月9日高中畢業，一週後便志願加入普魯士皇家陸軍，被配屬至第41「馮·博延」（東普魯士第5）步兵團，並隨之參與第一次世界大戰。史坦納初期服役於東線，參加過坦能堡戰役、馬祖爾湖地區的戰鬥、里加戰役，並曾於1914年11月14日在戰鬥中右臂負傷。1915年1月27日，史坦納晉升少尉，成為軍官。1915年3月初，史坦納被派往柯尼斯堡第1軍戰爭學院進行為期三個月的軍事訓練。1916年1月，史坦納被調往該團的後備營，並待至1916年5月末。1916年6月初，被重新分配到第376步兵團。1916年8月19日，任第97機槍/狙擊部隊指揮官。當年10月初，史坦納接掌指揮規模更大的第46機槍/狙擊分隊。1918年4月，史坦納被轉移至西線，參加法蘭德斯和康布雷等地的戰鬥，其所屬機槍部隊被編入风暴突击队中，史坦納注意到此戰術得以成功突破盟軍防線，還有著正規部隊不具備的凝聚力，其戰術與高水準的訓練令史坦納產生濃厚的興趣與深刻的印象。1918年10月18日，史坦納晉升為中尉。

### 戰間期
德國於1918年11月11日與協約國停戰後，史坦納先是復員，但自1919年1月中至1920年5月初，史坦納接連在梅梅爾領地和柯尼斯堡的幾個東普魯士自由軍團中服役，於東部邊境與共產黨人作戰，如1919年1月8日曾指揮過第17軍第3後備機槍連。1920年5月8日，史坦納返回德國，並成為威瑪防衛軍10萬陸軍的一員。同年10月初，編入第1步兵團，擔任第8機槍連連長。1923年9月20日，轉任為第1步兵團的參謀機槍軍官。1924年3月初，轉任該團第4連連長。1926年4月，史坦納還受了裝甲戰訓練。1927年12月1日，晉升為上尉。1929年10月初，任第1步兵團副官，之後被派往陸軍指揮部擔任特別任務軍官。1933年12月底，史坦納以少校軍階退役（一說上尉）。
退役後的史坦納先是加入州警察，並擔任「西部」監察區的訓練主管，後又於1934年1月1日加入納粹黨（編號4,264,295）及衝鋒隊。史坦納於1934年3月升至衝鋒隊少校，並在衝鋒隊訓練司令部擔任顧問至同年10月，後轉任衝鋒隊訓練司令部編成辦公室主管。1935年4月24日，史坦納離開衝鋒隊，轉任親衛隊，官拜上級突擊隊大隊領袖。史坦納擔任親衛隊第1旗隊第3突擊營營長。7月，史坦納晉升旗隊領袖。1936年7月1日，史坦納擔任以第3突擊營為核心組成的親衛隊第1團——「德國」團長，並參與了德奧合併與佔領捷克斯洛伐克的行動。
是時親衛隊領袖海因里希·希姆萊欲將包括「德國」團在內的親衛隊特別機動部隊轉型為具備軍事作戰能力的部隊，並命令由原國防軍軍官保羅·豪塞爾組織訓練，儘管有收穫成效，但親衛隊內部持續有對其採用軍方訓練方式的反對之聲，因此對於建軍原則頗有獨到見解（在部份著作中被稱作「軍事精華論」）的史坦納即被希姆萊特別委派在一個營中內落實其訓練方式（之後擴大到整個「德國」團）。史坦納早在防衛軍時期便主張總體戰要求的大部隊必須能進行防禦性作戰的行動，但起決定性作用的是「高度精銳部隊快速作戰的戰鬥實體」，這些部隊能快速將敵軍分割開，將其失去聯繫的部份逐個消滅，並因此與防衛軍的同僚起了不少衝突，而到親衛隊中史坦納便以其主張改革訓練方式，例如他中斷一直佔主導地位的在營房院子進行機械性操演的活動，要求運動、強調提高身體素質來應對嚴酷的戰爭，並重視競技比賽，力求將士兵打造為熟悉地形的「狙擊手、獵手和競技選手」。組織上，史坦納不採用如防衛軍使用的班，而是突擊部隊。史坦納也為其部隊配備衝鋒槍、手榴彈、手槍和工兵爆破炸藥，以速射武器取代防衛軍的毛瑟步槍，在訓練中也直接使用實彈，還推廣部下威廉·布蘭特開發的迷彩戰鬥服來取代原本的原野灰野戰服。史坦納的另一項改革是消弭軍官與士兵之間的隔閡，以強化與培養軍隊同志情誼來消除嚴酷訓練和戰鬥帶來的疲勞，軍官與士兵都必須參加軍事技術比賽、共用食堂，各階級軍士官也需要是從下至上選拔而來，任何有志成為軍官的親衛隊成員都必須要在部隊中服役兩年才能接受軍官訓練，且不考慮文化教養與出身，美國歷史學家喬治·H·斯坦對此評論道：「軍官、軍士、士兵之間精誠團結與相互尊敬的感情，在陸軍一般是陌生的」。在一次訓練中，史坦納能驅使其部隊完成20分鐘內急行軍走完三公里，此舉也令防衛軍頗為驚訝。
史坦納的訓練成就在親衛隊收穫相當好評，豪塞爾之後也將其方法推廣至親衛隊特別機動部隊和警衛旗隊，歷史學家馬克·J·里克門斯普爾評價道：「如果說豪塞爾塑造了武裝親衛隊的整體特徵，那麼史坦納就是透過以體育和戰術技能取代死記硬背的訓練，並強調主動性和靈活的領導，對武裝親衛隊的訓練產生了深遠的影響」，然而史坦納與其他親衛隊成員並非完全沒有矛盾，如希姆萊認為史坦納對自己的態度不夠恭敬，也對後者不想結婚、拒絕退出教會（親衛隊中升官的先決條件之一）等決定頗有言詞，且希姆萊將親衛隊特別機動部隊視為國家內部的維穩力量、用於鎮壓可能出現的平民起義的態度也使史坦納相當鄙視，而其他如希姆萊試圖在親衛隊灌輸的納粹主義意識形態、政治思想，也不為如史坦納一類前職業軍人所接受，如二級突擊大隊長恩斯特·菲克便曾在筆記中記錄史坦納對納粹思想的不熱心：「在精神上大有典型的國防軍傳統，對我們的政治問題卻萬難接受」。

### 第二次世界大戰

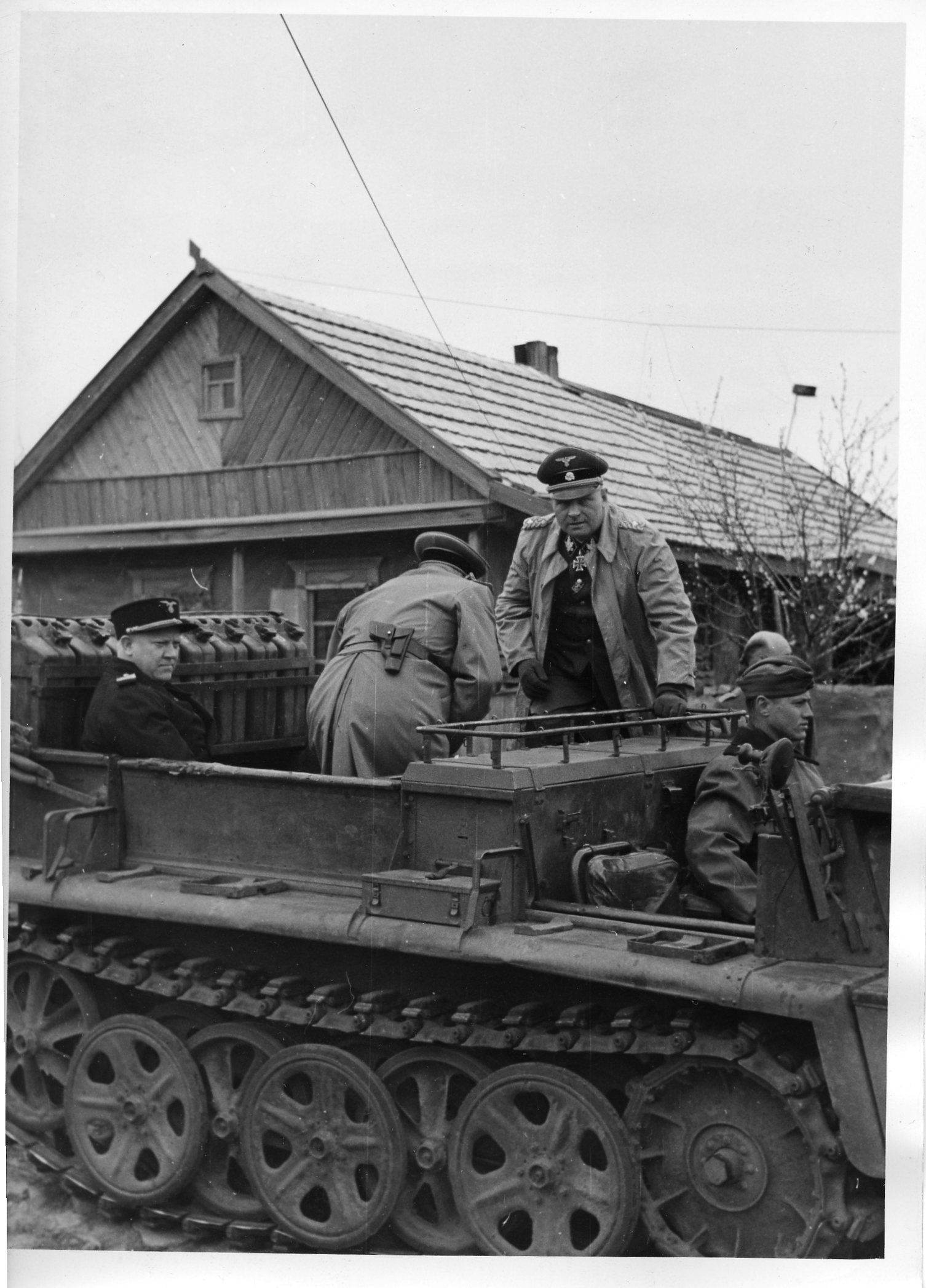
1942年5月，東線卡利諾沃村的挪威德國傀儡政權領導人维德孔·吉斯林與史坦納

1939年9月，德國入侵波蘭，第二次世界大戰爆發，史坦納指揮「德國」團作為肯夫裝甲師的一部加入作戰，參與包括攻佔羅贊、突破波軍納雷夫防線、圍攻莫德林要塞等任務。在波蘭戰役中，「德國」團的損失僅15人死亡和35人受傷，而其他親衛隊特別機動部隊的部隊高的多，這使希姆萊對史坦納大加讚賞，後者也因此獲得一級與二級鐵十字勳章。1939年10月，「德國」、「日耳曼尼亞」和「元首」等團組成了武裝親衛隊的第一個師級部隊——親衛隊特務師（SS-Verfügungs Division）。
1940年5月10日，親衛隊特務師作為阿爾伯特·沃德里格的第26軍下的一部越境進攻荷蘭，並在5月17日占領了鹿特丹南部的瓦爾赫倫島。其後親衛隊特務師南下穿越比利時，加入圍殲敦克爾克盟軍的行動。6月5日，親衛隊特務師參與了進攻法國剩餘本土的「紅色方案」行動、突破了「魏剛防線」。6月16日至18日，在沙蒂永附近的戰鬥中，「德國」團一次便俘虜了5000名敵軍。由於西線戰役的貢獻，史坦納於8月15日獲頒鐵十字勳章，為武裝親衛隊中首批獲得此榮譽的三人之一。11月9日，史坦納晉升親衛隊旅隊領袖與武裝親衛隊少將。
1940年12月1日，史坦納被指派擔任新成立的親衛隊第5師「日耳曼尼亞」師長，該師後於1941年1月1日被改名為「維京」師，以避免與「日耳曼尼亞」團的名稱混淆。6月22日，「維京」師作為第1裝甲兵團的一部分參與了「巴巴羅薩行動」進攻蘇聯，該師參加過捷尔诺波尔、烏曼和科爾遜等地的戰鬥，同時也犯下了屠殺暴行，如1941年7月在兹博里夫地區便殺害600名猶太人以作為「報復措施」。1942年1月1日，施泰納晉升為親衛隊集團領袖及武裝親衛隊中將，並於1942年4月22日獲得金質德意志十字勳章。同年7月，「維京」師攻打羅斯托夫地區，隨後進攻北高加索。12月23日，由於史坦納在西高加索的指揮表現，獲得了橡葉騎士鐵十字勳章，當時他因一顆手榴彈擊中指揮車而受傷，不久後史坦納重返「維京」師指揮。1943年初，「維京」師在防止蘇軍突破至亞速海的過程中發揮了關鍵作用，令後者包圍頓河與頓涅茨河之間大量德軍的計劃落空。1943年5月初，史坦納開始組建後來的親衛隊第3（日耳曼）裝甲軍。1943年7月1日，史坦納晉升為親衛隊上級集團領袖及武裝親衛隊上將，並持續指揮該軍直至1944年2月25日因患病而休養，由馬蒂亞斯·克萊因海斯特坎普接任。1944年8月10日，經「納爾瓦」特遣軍團指揮官步兵上將安东·格拉瑟推薦，史坦納獲頒橡葉帶劍騎士鐵十字勳章。
1945年1月26日，史坦納轉往指揮有名無實的親衛隊第11裝甲軍團以防禦波美拉尼亞。4月初，史坦納接替馬丁·昂萊因中將重新接過親衛隊第3裝甲軍指揮權。指揮該部隊期間，史坦納還短時間同時兼任指揮「施泰纳集群」。在納粹德國最後的幾天，希特勒一度幻想認為史坦納的部隊可以向南發動攻擊，以鉗形攻勢包圍白俄羅斯第1方面軍。然而由於其部隊規模僅敵軍十分之一，施泰纳於4月22日元首地堡每日會議上明確地表示自己沒有反攻能力，拒絕無謂地浪費士兵性命，無視了阿爾弗雷德·約德爾、威廉·凱特爾和哥特哈德·海因里希等人的命令，當希特勒意識到史坦納將不會發動進攻時在會議上含着淚大發雷霆，宣佈戰爭已經失敗，並將過錯歸咎於將軍們，並且自己將留在柏林至最後一刻以及自殺。1945年5月3日，史坦納在呂訥堡向英軍投降被俘。在戰俘營中，史坦納拒絕作證指控那些加入武裝親衛隊的英國志願者。

### 戰後

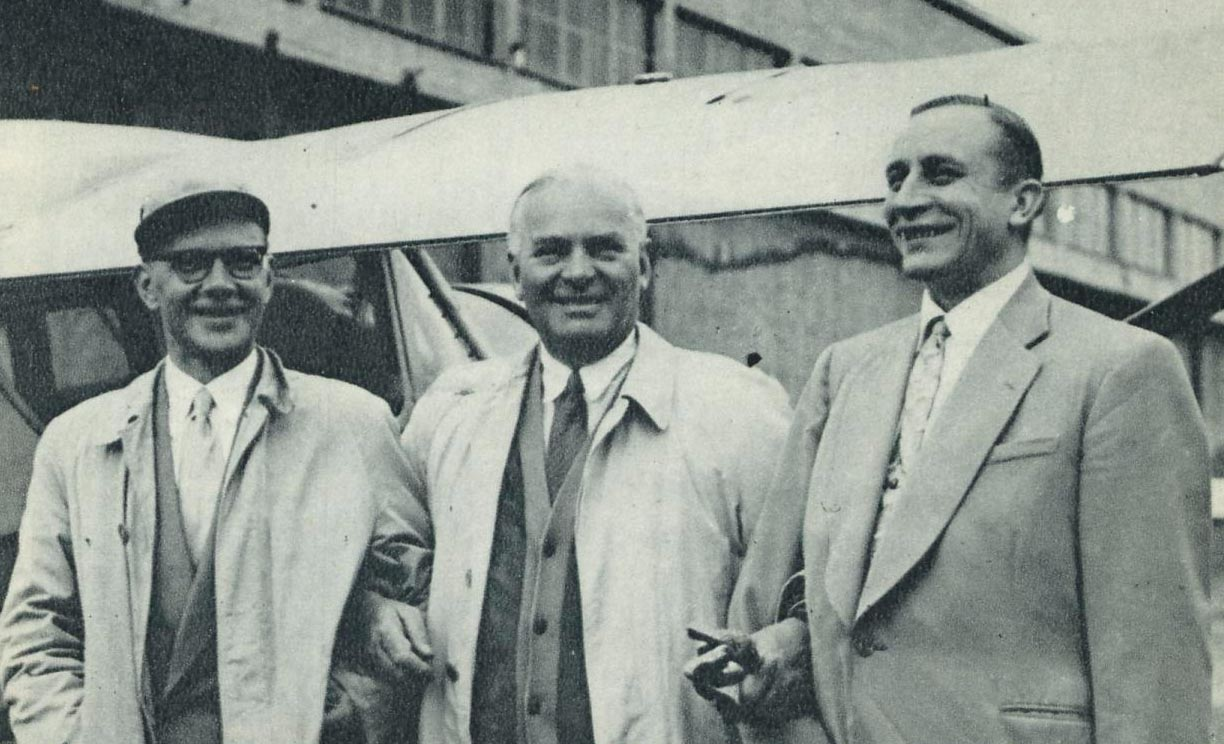
戰後的史坦納、溫托·帕維拉提和阿爾內·羅伊哈

戰後史坦納於紐倫堡審判作為證人出席，其反人類罪和其他戰爭罪的指控被撤銷，並於1948年4月27日獲釋。1950年代，史坦納曾在美國中情局成立或資助的多個機構擔任領導職務，也曾擔任《國家報》編輯、國防與安全政策學會領導人，該機構為西德重整軍備的宣傳工具和軍事智庫。
史坦納與豪塞爾、赫伯特·奧托·吉爾和奧托·庫姆創立前武裝親衛隊老兵互助會，史坦納與豪塞爾、吉爾一樣，反對建立全國性的武裝親衛隊老兵互助會組織，更傾向於將國防軍和武裝親衛隊的老兵組織聯合在德國士兵聯盟之下。大約在1955年11月，史坦納因爭議退出了前武裝親衛隊老兵互助會，可能與其主張將前武裝親衛隊老兵互助會與政黨「全德集團/被驅逐者和被剝奪權利者聯盟」聯合有關。
史坦納在戰後還撰寫了兩本關於武裝親衛隊的書籍：《無賴之軍》（Die Armee der Geächteten）和《武裝親衛隊志願者：理念與犧牲》（Die Freiwilligen der Waffen-SS: Idee und Opfergang），前者為自己與豪塞爾的武裝親衛隊進行辯護，後者則為歐洲志願軍辯護，史坦納在著作中將武裝親衛隊描繪為一支純軍事而不帶政治性的部隊，並將其暴行歸咎為個人行為。1966年5月17日，史坦納於慕尼黑的公寓內被發現死於心臟病。前日耳曼志願軍老兵將其退伍軍人協會命名為「史坦納軍團」（Korps Steiner）以茲紀念。

## 榮譽
- 德意志帝國：鐵十字勳章（1914年版）：二級（1914年10月9日）、一級（1917年11月3日）[7][26][27]
- 德意志帝國：重傷獎章（1918年版）：黑色[7][26]、銀色[28]
- 納粹德國 鐵十字勳章：二級（1939年9月17日）、一級（1939年9月26日）[7][27]
- 納粹德國 德意志十字勳章：金質（1942年4月22日），授予親衛隊集團領袖及武裝親衛隊少將，任第5親衛隊裝甲擲彈兵師「維京」師長[7][29]
- 納粹德國 騎士鐵十字勳章：1940年8月15日，授予親衛隊上級領袖及「德國」團指揮官，為首位獲此榮譽的武裝親衛隊軍官[7][30][31]
- 納粹德國 橡葉騎士鐵十字勳章：1942年12月23日，授予親衛隊集團領袖及武裝親衛隊中將，任第5親衛隊裝甲擲彈兵師「維京」師長[7][31]
- 納粹德國 橡葉佩劍騎士鐵十字勳章：1944年8月10日，授予親衛隊上級集團領袖及武裝親衛隊上將，任第3親衛隊裝甲軍軍長[7][31]
- 納粹德國 東線獎章：1942年獲得[7][28]
- 芬蘭：自由十字勳章（英语：Order of the Cross of Liberty）：一級，配有胸星、橡葉和寶劍（1943年7月6日獲得）[28][31]
- 芬蘭：自由十字勳章：一級，配有橡葉和寶劍（1942年6月16日獲得）[28]
- 納粹德國：國防軍公報（英语：Wehrmachtbericht）：1944年8月1日提及[28][7]

## 網路迷因
在電影中，还原了希特拉在得知施泰纳没有進攻後大發雷霆的情节，這段场景被作为恶搞的素材广泛运用，成為著名的網路迷因之一。

## 註腳
1. 1 2 3 4  Beevor（2002年），第310-312页
2. 1 2  Ziemke（1968年），第89页
3. 1 2  Rikmenspoel（2004年），第199页
4. 1 2 3 4 5 6 7 8 9 10 11 12 13 14 15 16 17 18 19 20 21  Yerger（1997年），第263页
5. 1 2  Williamson & McGregor（2006年），第11页
6. 1 2 3 4 5 6 7 8 9 10 11 12 13 14 15  McTaggart（2002年）
7. 1 2 3 4 5 6 7 8 9 10 11  tracesofwar
8. 1 2 3  Rikmenspoel（2004年），第200页
9. ↑  lexikon-der-wehrmacht
10. 1 2 3 4 5 6 7 8 9  Yerger（1997年），第265页
11. 1 2 3 4  ww2gravestone
12. ↑  eestileegion
13. ↑  麦顿（1995年），第311页
14. 1 2 3 4  赫内（1984年），第523页
15. ↑  赫内（1984年），第522页
16. ↑  赫内（1984年），第524页
17. 1 2 3  Rikmenspoel（2004年），第203页
18. 1 2 3  赫内（1984年），第529页
19. 1 2  Lieb（2013年），第180-181页
20. 1 2  Williamson & McGregor（2006年），第12页
21. 1 2 3 4  Yerger（1997年），第266页
22. ↑  Rikmenspoel（2004年），第202页
23. 1 2  CIA（1953年）
24. ↑  Klee（2005年），第600页
25. ↑  Wilke（2011年），第25、40、50页
26. 1 2  Rangliste des Deutschen Reichsheeres（1930年），第146页
27. 1 2  Thomas（1998年），第346页
28. 1 2 3 4 5  Ritterkreuztraeger
29. ↑  Patzwall & Scherzer（2001年），第457页
30. ↑  Fellgiebel（2000年），第409、505页
31. 1 2 3 4  Scherzer（2007年），第721页
32. ↑  Rohrer（2010年）